# Open Bogotá 2021 - Doppio
Marcelo Arévalo e Miguel Ángel Reyes Varela erano i detentori del titolo ma hanno deciso di non partecipare al torneo.
In finale Nicolás Jarry e Roberto Quiroz hanno sconfitto Nicolás Barrientos e Alejandro Gómez con il punteggio di 6(4)–7, 7–5, [10–4].

## Teste di serie
1. Orlando Luz /  Luis David Martínez (quarti di finale)
2. Ruben Gonzales /  Evan King (primo turno)

1. Sergio Galdós /  Facundo Mena (quarti di finale)
2. Nicolás Barrientos /  Alejandro Gómez (finale)

## Wildcard
1. Juan Sebastián Gómez /  Alejandro González (primo turno)
2. Enrique Peña /  Johan Rodríguez (primo turno)

1. Mateo Gómez /  Alejandro Hoyos (primo turno)

## Alternate
1. Matthieu Perchicot /  Paul Valsecchi (primo turno)

## Tabellone

### Legenda
| - Q = Qualificato - WC = Wild card - LL = Lucky loser | - ALT = Alternate - SE = Special Exempt - PR = Protected Ranking | - w/o = Walkover - r = Ritirato - d = Squalificato |

|  | Primo turno | Primo turno                    | Primo turno                    | Primo turno | Primo turno |  |  | Quarti di finale | Quarti di finale         | Quarti di finale         | Quarti di finale      | Quarti di finale      |    |     | Semifinali | Semifinali                   | Semifinali       | Semifinali                         | Semifinali |   |     | Finale | Finale | Finale | Finale | Finale |  |
|  |             |                                |                                |             |             |  |  |                  |                          |                          |                       |                       |    |     |            |                              |                  |                                    |            |   |     |        |        |        |        |        |  |
|  | 1           | O Luz LD Martínez              | O Luz LD Martínez              | 6           | 6           |  |  |                  |                          |                          |                       |                       |    |     |            |                              |                  |                                    |            |   |     |        |        |        |        |        |  |
|  | WC          | JS Gómez A González            | JS Gómez A González            | 3           | 2           |  |  | 1                | O Luz LD Martínez        | O Luz LD Martínez        | 62                    | 1                     |    |     |            |                              |                  |                                    |            |   |     |        |        |        |        |        |  |
|  | WC          | E Peña Johan Rodríguez         | E Peña Johan Rodríguez         | 1           | 2           |  |  |                  | N Jarry R Quiroz         | N Jarry R Quiroz         | 7                     | 6                     |    |     |            |                              |                  |                                    |            |   |     |        |        |        |        |        |  |
|  |             | N Jarry R Quiroz               | N Jarry R Quiroz               | 6           | 6           |  |  |                  |                          |                          |                       |                       |    |     |            | N Jarry R Quiroz             | N Jarry R Quiroz | 7                                  | 7          |   |     |        |        |        |        |        |  |
|  | 3           | S Galdós F Mena                | S Galdós F Mena                | 6           | 6           |  |  |                  |                          |                          | D Hidalgo C Rodríguez | D Hidalgo C Rodríguez | 5  | 65  |            |                              |                  |                                    |            |   |     |        |        |        |        |        |  |
|  | Alt         | M Perchicot P Valsecchi        | M Perchicot P Valsecchi        | 0           | 3           |  |  | 3                | S Galdós F Mena          | S Galdós F Mena          | 4                     | 4                     |    |     |            |                              |                  |                                    |            |   |     |        |        |        |        |        |  |
|  |             | D Hidalgo C Rodríguez          | D Hidalgo C Rodríguez          | 7           | 6           |  |  |                  | D Hidalgo C Rodríguez    | D Hidalgo C Rodríguez    | 6                     | 6                     |    |     |            |                              |                  |                                    |            |   |     |        |        |        |        |        |  |
|  |             | G Oliveira L Patiño            | G Oliveira L Patiño            | 5           | 3           |  |  |                  |                          |                          |                       |                       |    |     |            | Nicolás Jarry Roberto Quiroz | 64               | 7                                  | [10]       |   |     |        |        |        |        |        |  |
|  |             | L Castelnuovo E Couacaud       | L Castelnuovo E Couacaud       | 7           | 6           |  |  |                  |                          |                          |                       |                       |    |     |            |                              | 4                | Nicolás Barrientos Alejandro Gómez | 7          | 5 | [4] |        |        |        |        |        |  |
|  |             | B Arias O Roca Batalla         | B Arias O Roca Batalla         | 64          | 1           |  |  |                  | L Castelnuovo E Couacaud | L Castelnuovo E Couacaud | 2                     | 0r                    |    |     |            |                              |                  |                                    |            |   |     |        |        |        |        |        |  |
|  |             | N Mejía M Pucinelli de Almeida | N Mejía M Pucinelli de Almeida | 1           | 2           |  |  | 4                | N Barrientos A Gómez     | N Barrientos A Gómez     | 6                     | 1                     |    |     |            |                              |                  |                                    |            |   |     |        |        |        |        |        |  |
|  | 4           | N Barrientos A Gómez           | N Barrientos A Gómez           | 6           | 6           |  |  |                  |                          |                          |                       |                       |    |     | 4          | N Barrientos A Gómez         | 5                | 7                                  | [10]       |   |     |        |        |        |        |        |  |
|  |             | V Kopřiva A Merino             | V Kopřiva A Merino             | 7           | 6           |  |  |                  |                          |                          | J de Jong B Stevens   | 7                     | 64 | [8] |            |                              |                  |                                    |            |   |     |        |        |        |        |        |  |
|  | WC          | M Gómez A Hoyos                | M Gómez A Hoyos                | 5           | 3           |  |  |                  | V Kopřiva A Merino       | V Kopřiva A Merino       | 2                     | 4                     |    |     |            |                              |                  |                                    |            |   |     |        |        |        |        |        |  |
|  |             | J de Jong B Stevens            | 6                              | 1           | [10]        |  |  |                  | J de Jong B Stevens      | J de Jong B Stevens      | 6                     | 6                     |    |     |            |                              |                  |                                    |            |   |     |        |        |        |        |        |  |
|  | 2           | R Gonzales E King              | 1                              | 6           | [6]         |  |  |                  |                          |                          |                       |                       |    |     |            |                              |                  |                                    |            |   |     |        |        |        |        |        |  |